# Conjectura de Gudkov
Na geometria algébrica, a conjectura de Gudkov (nomeada após D. A. Gudkov) era uma conjectura, e é agora um teorema, que afirma que "uma curva-M de grau par 2d obedece p – n ≡ d2 (mod 8)", onde p é o número de ovais positivas, e n o número de ovais negativas da curva-M. Ela foi provada pelos trabalhos combinados de Vladimir Arnold e Vladimir Rokhlin.